# Onthophagus comperei
Onthophagus comperei là một loài bọ cánh cứng trong họ Bọ hung (Scarabaeidae).